# Heliconius bartletti
Heliconius bartletti är en fjärilsart som beskrevs av Druce 1876. Heliconius bartletti ingår i släktet Heliconius och familjen praktfjärilar. Inga underarter finns listade i Catalogue of Life.